# Gracey (Kentucky)
Gracey es un lugar designado por el censo ubicado en el condado de Christian en el estado estadounidense de Kentucky. En el Censo de 2010 tenía una población de 138 habitantes y una densidad poblacional de 221,09 personas por km².

## Geografía
Gracey se encuentra ubicado en las coordenadas 36°52′46″N 87°39′49″O / 36.87944, -87.66361. Según la Oficina del Censo de los Estados Unidos, Gracey tiene una superficie total de 0.62 km², de la cual 0.62 km² corresponden a tierra firme y (0.41%) 0 km² es agua.

## Demografía
Según el censo de 2010, había 138 personas residiendo en Gracey. La densidad de población era de 221,09 hab./km². De los 138 habitantes, Gracey estaba compuesto por el 78.99% blancos, el 13.77% eran afroamericanos, el 0% eran amerindios, el 2.9% eran asiáticos, el 0% eran isleños del Pacífico, el 0% eran de otras razas y el 4.35% pertenecían a dos o más razas. Del total de la población el 1.45% eran hispanos o latinos de cualquier raza.